# جنگ فردا
جنگ فردا (انگلیسی: The Tomorrow War) یک فیلم سینمایی آمریکایی در ژانر نظامی‌گری علمی تخیلی و اکشن به کارگردانی کریس مک‌کی و نویسندگی زک دین است که در ۲ ژوئیه ۲۰۲۱ از سوی آمازون استودیوز منتشر شد. کریس پرت، ایوان استراهاوسکی، جی. کی. سیمونز، بتی گیلپین و ادوین هاج از ستارگان فیلم هستند. فیلم داستان گروهی از سربازان و غیرنظامیان حال را دنبال می‌کند که برای جنگ با ارتش بیگانگان به آینده فرستاده‌می‌شوند.
در ابتدا قرار بود که فیلم توسط پارامونت پیکچرز در سینماها اکران شود اما به دلیل دنیاگیری کووید-۱۹، حق پخش فیلم توسط آمازون استودیوز خریداری شد و در ۲ ژوئیه ۲۰۲۱ از طریق پرایم ویدئو به صورت دیجیتالی منتشر شد و به یکی از پربیننده‌ترین فیلم‌های آمازون تبدیل شد. با این حال، فیلم در ۳ سپتامبر در سینماهای چین اکران شد و ۱۹٫۲ میلیون دلار فروش رفت. با بودجه‌ای بالغ بر ۲۰۰ میلیون دلار، جنگ فردا یکی از پرهزینه‌ترین فیلم‌هایی است که تا کنون ساخته‌شده است. داستان، سکانس‌های اکشن فیلم و اجرای تیم بازیگری به خصوص پرت و ریچاردسون مورد ستایش منتقدان قرار گرفت. به دنبال موفقیت فیلم، ساخت دنباله آن تأیید شد.

## خلاصهٔ داستان
در دسامبر ۲۰۲۲، دن فورستر، آموزگار زیست‌شناسی و عضو پیشین ارتش آمریکا، به دنبال پیداکردن شغل در آزمایشگاه ارتش است اما موفق نمی‌شود. در حین پخش مسابقات جام جهانی فوتبال ۲۰۲۲، گروهی از سربازان از سال ۲۰۵۱ در زمین مسابقه ظاهر می‌شوند و هشدار می‌دهند که در سال ۲۰۵۱، بشریت به دلیل حملهٔ موجودات بیگانه به نام وایت‌اسپایک‌ها در حال نابودی است. در ۲۰۴۸، وایت‌اسپایک‌ها به‌طور ناگهانی در شمال روسیه ظاهر می‌شوند که ورود آن‌ها توسط تصاویر ماهواره‌ای قابل تشخیص نیست و طی سه سال، بیشتر انسان‌ها در جنگ با آن‌ها کشته می‌شوند. در پاسخ، نظامیان کنونی برای نجات نسل آینده، از طریق دستگاهی به نام دستگاه پرش به آینده اعزام می‌شوند، اما کمتر از سی‌درصد از آن‌ها از استقرار هفت روزهٔ خود جان سالم به‌در می‌برند. کشورها ناچار به فرستادن غیرنظامیان می‌شوند و دن نیز برای جنگ فراخوانده‌می‌شود. دن در آینده، با بزرگسالی دختر خود، که فرمانده و دانشمند ارتش است، روبه‌رو می‌شود.

## بازیگران
- کریس پرت در نقش جیمز دنیل «دن» فورستر، آموزگار زیست‌شناسی و عضو پیشین ارتش آمریکا.
- ایوان استراهاوسکی در نقش بزرگسالی میوری فورستر، دختر دن و دانشمند ارتش.
  - رایان کیرا آرمسترانگ در نقش کودکی میوری
- جی. کی. سیمونز در نقش جیمز دنیل فورستر، پدر دن؛ مهندس مکانیک و جانباز جنگ ویتنام
- بتی گیلپین در نقش ایمی فورستر، همسر دن
- سَـم ریچاردسون در نقش چارلی، زمین‌شناس
- ادوین هاج در نقش دوریان، یک سرباز مبتلا به سرطان

## تولید

### توسعه
از هنگامی‌که اسکای‌دنس مدیا و زک دین قرارداد را امضا کرده‌بودند، توسعه فیلم طی چندین سال ادامه داشت. در ۱۳ فوریه ۲۰۱۹، تأیید شد که کریس پرت بازیگر نقش اصلی فیلم خواهد بود و کریس مک‌کی نیز به عنوان کارگردان انتخاب شده است. همچنین اعلام شد که داستان فیلم دربارهٔ مردی است که برای جنگ به آینده اعزام می‌شود و سرنوشت بشریت به توانایی او در مقابله با مسائل گذشته‌اش متکی است. پرت اعلام کرد که به عنوان تهیه‌کننده اجرایی فیلم نیز حضور دارد و اولین فعالیت خود در زمینه تهیه‌کنندگی را انجام خواهد داد.
در ۱۸ ژوئیه ۲۰۱۹، تأیید شد که ایوان استراهاوسکی به جمع بازیگران اضافه خواهد شد. جی. کی. سیمونز، بتی گیلپین و سم ریچاردسون در ماه آگوست و ادوین هاج و دیگر بازیگران در سپتامبر به پروژه پیوستند. در ۱۰ نوامبر ۲۰۱۹، کریس پرت عکسی از پشت‌صحنه را منتشر کرد که در آن عنوان فیلم فاش شد.
در اوایل سال ۲۰۱۹، کن بارتلمی به عنوان طراح موجودات بیگانه به پروژه پیوست. عوامل تولید، وایت اسپایک‌ها را موجوداتی بیگانه ترسناک و شروری که به هر چیزی حمله می‌کردند، توصیف کردند و نیاز به طرحی داشتند که گرسنگی و هوش آن‌ها را منتقل کند. آن‌ها همچنین می‌خواستند که وایت اسپایک‌ها تهدید آمیز به نظر برسند و توانایی پرواز و شنا را داشته باشند و از یک سلاح تهاجمی استفاده کنند. این اطلاعات، باعث خلق طرح نهایی وایت اسپایک‌ها شد.

### فیلم‌برداری
فیلم‌برداری فیلم در ۱ سپتامبر ۲۰۱۹، در لینکلنتون، جورجیا آغاز شد. صحنه‌های جنگ در فیلم که میامی را در آینده به تصویر می‌کشید، در جنوب آتلانتا و با استفاده از گرافیک رایانه‌ای و مواد آتش‌زا برای ایجاد فضای آخرالزمانی، فیلم‌برداری شد. کریس مک‌کی کارگردان فیلم فاش کرد که قصد دارد استفاده از پرده سبز را محدود کند و بیشتر فیلم را در مکان‌های واقعی فیلم‌برداری کند، به همین دلیل او ایسلند را برای فیلم‌برداری صحنه‌های روسیه در فیلم، انتخاب کرد. عوامل تولید نیز اعلام کردند که فیلم را بالای یک یخچال طبیعی فیلم‌برداری کردند. سرانجام فیلم‌برداری در ۱۲ ژانویه ۲۰۲۱ به پایان رسید.
برای دستگاه پرش، کریس مک‌کی از تصاویر شفق‌های قطبی و منظره زمین از فضا از طریق تلسکوپ فضایی هابل استفاده کرد. تیم جلوه‌های بصری نیز تصمیم گرفتند که یک میدان نیرو ایجاد کنند که قبل از پرش بالای سربازها شکل بگیرد. با فعال شدن ماشین زمان مسافران به آرامی برمی‌خیزند و در نهایت به آینده سفر می‌کنند. برای ثبت این کار، تیم جلوه‌های بصری آزمایش‌هایی را با استفاده از یک مخزن ابری زیر آبی برای شبیه‌سازی جابجایی زمان انجام دادند.

## موسیقی
در ۶ آگوست ۲۰۲۰، لورن بالفه به عنوان آهنگساز به پروژه اضافه شد. او قبلاً در ساخت موسیقی متن پویانمایی فیلم لگو بتمن (۲۰۱۷) با کریس مک‌کی همکاری کرده‌بود. آلبوم موسیقی متن در ۲ ژوئیه ۲۰۲۱ توسط میلان رکوردز منتشر شد.

## انتشار
در ابتدا قرار بود که جنگ فردا در ۲۵ سپتامبر ۲۰۲۰ توسط پارامونت پیکچرز اکران شود اما به دلیل دنیاگیری کووید-۱۹ اکران آن به ۲۳ ژوئیه ۲۰۲۱ مولکول شد و جای فیلم مأموریت: غیرممکن – روزشمار مرگ را گرفت. اما اکران آن دوباره لغو شد.
در ژانویه ۲۰۲۱، آمازون استودیوز در حال مذاکره نهایی برای خرید حق پخش فیلم با قیمت ۲۰۰ میلیون دلار بود. در آوریل ۲۰۲۱، اعلام شد که آمازون رسماً حق پخش فیلم را خریده است. جنگ فردا در ۲ ژوئیه ۲۰۲۱، از طریق آمازون پرایم منتشر شد.

## دنباله
در ۸ ژوئیه ۲۰۲۱ اعلام شد که پس از موفقیت فیلم، اسکای‌دنس مدیا و آمازون قصد دارند دنباله‌ای برای فیلم بسازند. کریس مک‌کی و زک دین دوباره به عنوان کارگردان و نویسنده بازمی‌گردند و کریس پرت، ایوان استراهاوسکی، بتی گیلپین، جی. کی. سیمونز و سم ریچاردسون نقش‌های قبلی خود را تکرار خواهند کرد. مک‌کی اعلام کرد که دوست دارد در دنباله به بررسی عمیق‌تر نژاد وایت‌اسپایک‌ها بپردازد.